# Cladosporium xyridis
Cladosporium xyridis är en svampart som beskrevs av Tracy & Earle 1896. Cladosporium xyridis ingår i släktet Cladosporium och familjen Davidiellaceae.   Inga underarter finns listade i Catalogue of Life.